# Panarea
Panarea a Tirrén-tengerben, Szicíliától északra elhelyezkedő vulkáni eredetű Lipari-szigetek (Vulcano, Lipari, Salina, Stromboli, Filicudi és Alicudi) egyik tagja.
A sziget Lipari város közigazgatása alá tartozik, így azzal együtt az olaszországi Szicília régió Messina megyéjének része. Több apró településének összlakossága 240 fő körül van.

## Földrajza
A 3,4 km² területű Panarea a Lipari-szigetek legkisebb lakott tagja. Legnagyobb, észak-déli kiterjedése 2,7 km. Az Y alakú szigetcsoport északkeleti ágához tartozik, szomszédjai Stromboli és Lipari. A sajátosan aszimmetrikus alakú sziget legmagasabb pontja (Punta del Corvo) 421 méterrel emelkedik a Tirrén-tenger szintje fölé. Panareától keletre-északkeletre még számos kisebb sziget és szirt található a tengerben, amelyek szinte önálló szigetvilágot alkotnak. Közülük a legnagyobb a 165 méteres magasságot elérő Basiluzzo, de az apró szigetek (Spinazzola, Lisca Bianca, Dattilo, Bottaro, Lisca Nera) összterülete is alig 0,4 km². Ezek a szárazulatok valójában egy 460 km² területű, hatalmas vulkáni tömbnek a tenger felszíne fölé emelkedő részei; a tűzhányó talapzata 1200 m mélységben húzódik.
Panarea geomorfológiai arculata felemás: keleti és déli fele viszonylag lankás, nyugaton-északnyugaton igen meredek, helyenként függőleges sziklafalakkal szakad le a tengerre. A meredek lejtőket a tektonika és az erózió együttes munkája hozta létre. A sziget déli, Castello nevű része például közvetlenül a tengerszintről emelkedik 300 m magasságba. A békésebb domborzatú délkeleti partszakaszon ugyanakkor három jellegzetes morfológiai lépcső figyelhető meg, amelyeket szintén a tenger abráziója alakított ki.
A sziget három apró települése (Ditella, San Pietro és Drauto) egybefüggő lakott övezetet alkot a délkeleti szelíden lejtő hegyoldalakon. A 240 állandó lakos mellett a turistaszezon csúcsán, augusztusban akár a tízszeresére is megnőhet a népességszám.

## Geológiája

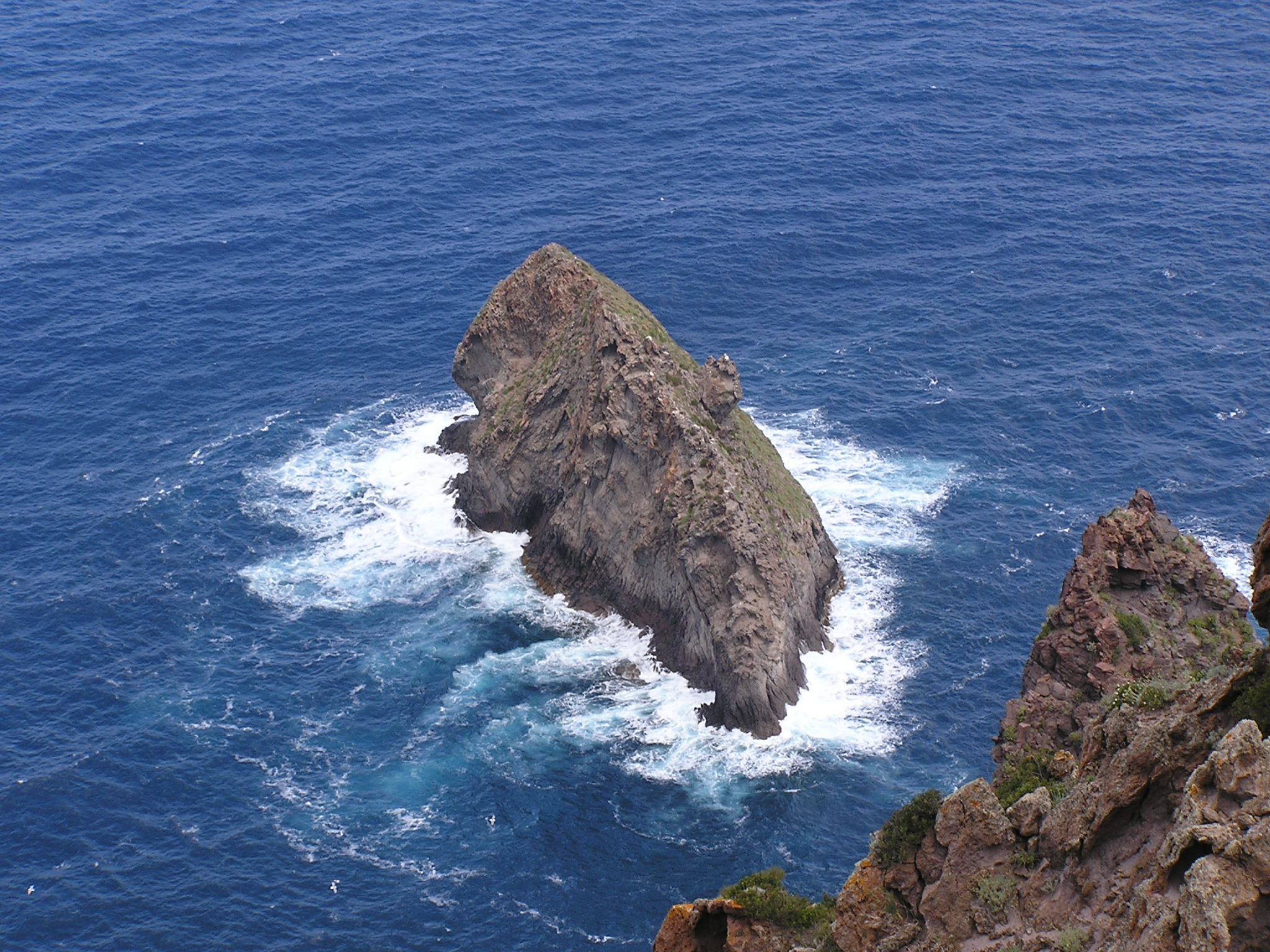
A Scoglio la Nave szirtje Panarea északi partján

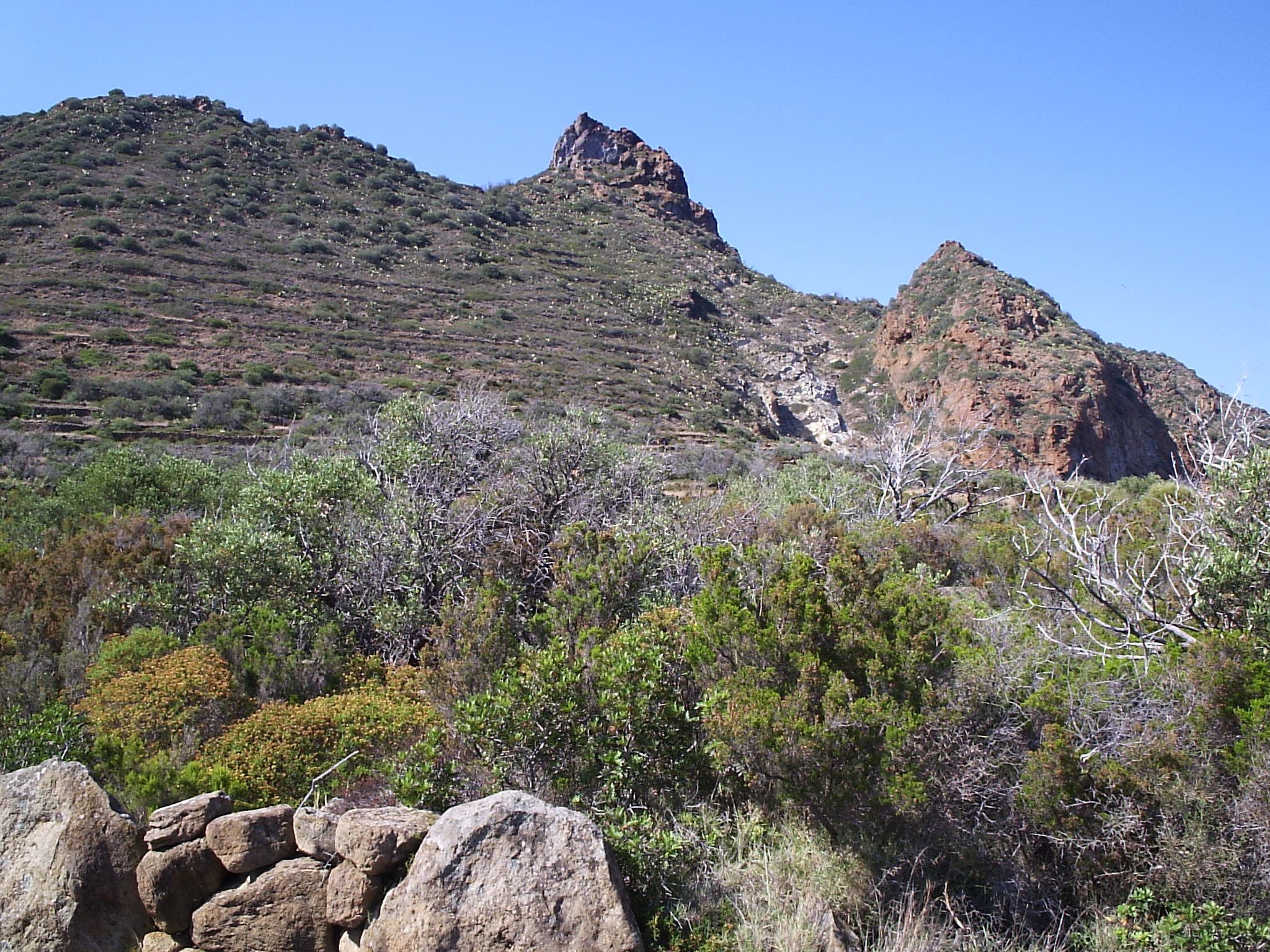
A Castello (257 m) és a Punta del Tribunale (168 m) Panarea szigetén

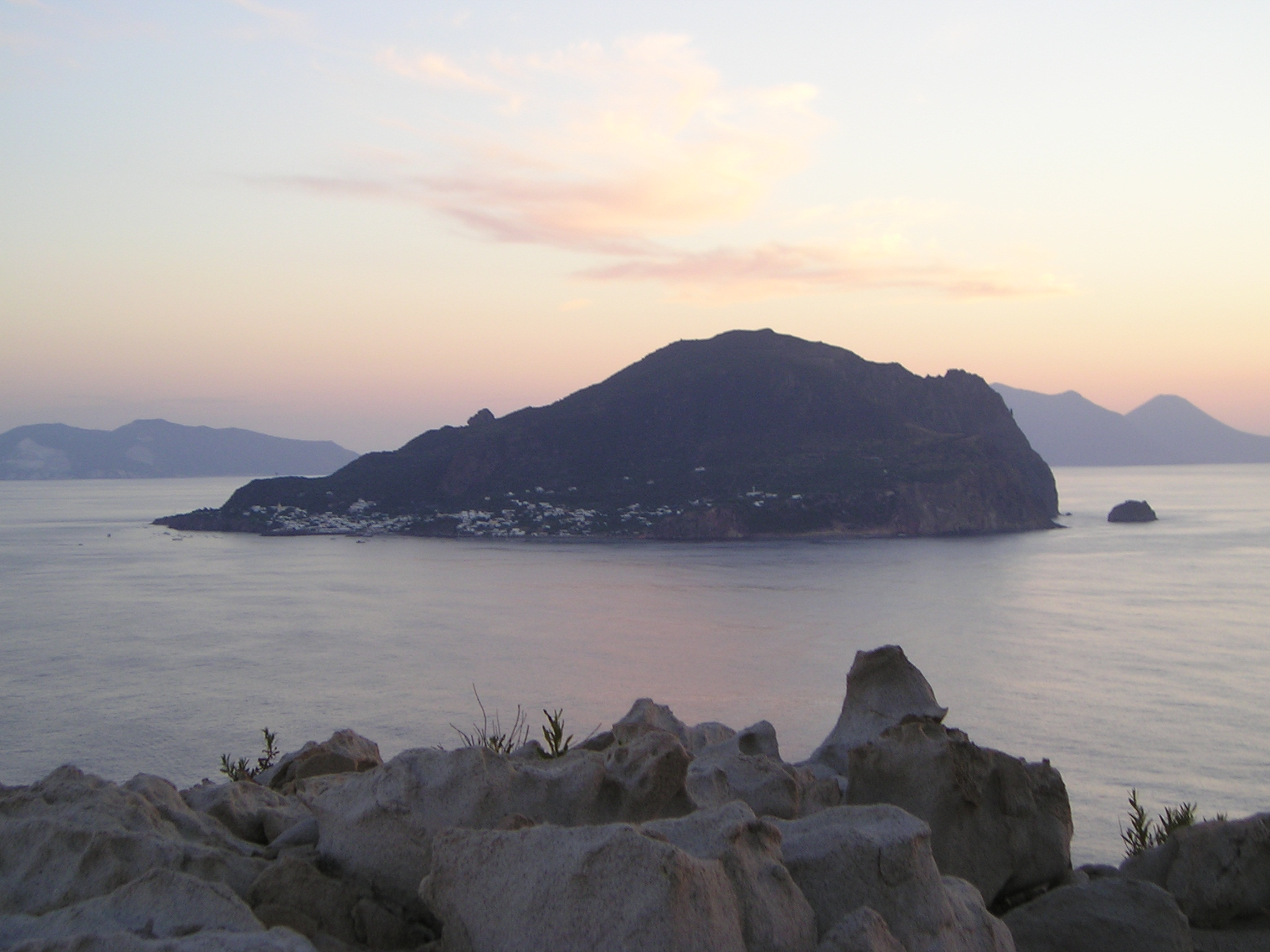
Panarea Basiluzzo felől

Kis mérete ellenére Panarea geológiai fejlődése viszonylag összetett. A vulkáni aktivitás mintegy 200 ezer éve kezdődött, és azóta folyamatosan magas káliumtartalmú, lávák (bazaltos andezittől a dácitig) jellemezték. A felszínre kerülő viszkózus olvadék főleg lávadómokat vagy igen rövid lávaárakat hozott létre.
A szigetet felépítő vulkáni tevékenységet három szakaszra lehet osztani: Ős-Panarea ciklus, átmeneti ciklus és az utolsó szakasz. Az Ős-Panarea időszakának nyomai – lávadómok és rövid andezites-dácitos lávafolyások – ma a sziget északi részén találhatók meg. Ennek a periódusnak a maradványa a Scoglio la Nave nevű szirt is, amely 39 méterre magasodik Panarea északnyugati szomszédságában. Szintén az Ős-Panarea működése alatt jöttek létre a délre lévő Punta del Tribunale (168 m) és Castello (257 m) meredek oldalú dácitdómjai, amelyek ma Panarea leglátványosabb felszínformái közé tartoznak.
Az átmeneti ciklus során alakult ki a San Pietro település felett emelkedő lávadóm (Punta Falcone), amely csupán végpontja annak a lávagerincnek, ami egészen a nyugati parton kiugró Castello di Salvamento (319 m) csúcsig húzódik. Az időszak legutoljára létrejött képződménye a Capo Milazzese bronzkori falváról ismert andezit-sziklafoka.
A legújabb – holocén – aktivitás előtti utolsó szakaszban alakult ki a Cardosi (402 m) hatalmas lávadómja, ami a Punta del Corvóval együtt a sziget központi, legmagasabb részét alkotja. A dómtól délkeleti és déli irányban egykori lávafolyamok maradványai figyelhetők meg. Ebből a periódusból andezites törmelékek és horzsaköves üledékek is megmaradtak, ami robbanásos tevékenységre utal. 130 ezer esztendeje véget ért ez az időszak; azóta magán a szigeten nincsen vulkáni aktivitás.
Földtani szempontból Panareát sokáig idősebbnek tartották a többi szigetnél, de ma már tudjuk, hogy a legutolsó aktív időszak a holocén elején volt, tehát 10 ezer évnél nem lehetett régebben. A vulkanizmus központja ekkor 2-4 kilométerre keletre-északkeletre volt a nagy szigettől. A legfiatalabb képződmények nagyrészt ugyan a tenger szintje alatt fekszenek, néhány ponton azonban a felszínre bukkannak.
A viszonylag fiatal magmatizmus további bizonyítékai a Panarea északkeleti partján működő fumarolák. Tenger alatti fumarolakürtők is ismertek már az ókor óta több kis sziget (Dattilo, Bottaro, Lisca Bianca és Lisca Nera) közelében; ezek intenzitása meglehetősen változó. 2002 novemberében például kénes szag érződött, és erős feláramlást figyeltek meg Bottaro és Lisca Bianca szirtjeinek környékén. A jelenséget kisebb vízalatti freatikus vulkánkitörés okozhatta. A következő hónapokban fokozatosan gyengült gáz- és gőzkibocsátás, 2003 nyarára pedig visszatért a nyugalmi állapot. 2004. január 28-án újra felerősödött a fumarolatevékenység, ami a panareai lakosokat némi aggodalommal töltötte el, de valószínűleg csak egy tengeralatti csuszamlás okozta az anomáliát.
Nem valószínű, hogy a vulkán a közeljövőben kitörne, annak ellenére, hogy már mintegy 10 ezer éve nyugalomban van. Ha mégis újra működésbe lépne, az erupció a korábbi aktív periódusok kitöréseihez lenne hasonló: a legutolsó működési szakaszban lávadomók alakultak ki a felszínre nyomuló viszkózus magmából. Az mindenesetre nagy bizonyossággal megállapítható, hogy az esetleges kitörés nem a fő szigeten, hanem a most is aktív fumarolák térségében fog bekövetkezni, és – amennyiben elég heves az intenzitása – új szigetet is létrehozhat majd. A legutolsó kitöréskor Panareán szinte alig rakódtak le piroklasztikumok, ami arra utal, hogy a működés nem járt heves robbanásokkal, tehát ilyenek a jövőben sem valószínűek. Az egyedüli veszélyt a kialakuló lávadómok összeomlása jelentené, mivel az ilyen jelenségek általában szökőárat keltenek.

## Turizmus
A sziget egyetlen települése Panarea. Helyi források szerint a stílusos fehérre meszelt házait itáliai gazdagok használják nyaranta, emiatt az árak jelentősen magasabbak a többi szigeten tapasztaltaknál. A szűk meredek utcákat elektromos taxik és turista tömegek töltik meg. A szigeten számos hotel található. A kikötőbe érkező kisebb nagyobb hajók folyamatosan ontják magukból a fürdőruhában sétáló tömeget. Gyakran a szomszédos Strombolira szervezett éjszakai tűzhányó túrák délutáni megállója Panarea. 